# Wilhelm (Jülich-Geldern)
Wilhelm von Jülich KG (* 5. März 1364; † 16. Februar 1402 in Arnheim) war seit 1371/77 als Wilhelm I. Herzog von Geldern und seit 1393 als Wilhelm III. Herzog von Jülich.

## Leben
Wilhelm war der älteste Sohn Herzog Wilhelms II. von Jülich und der Maria von Geldern, der Halbschwester des letzten Herzogs des Gelderischen Herrscherhauses, Rainald III.
Als Rainald III. von Geldern 1371 starb, erhob Wilhelms Vater für ihn Erbansprüche auf das Herzogtum, was zum Ersten Geldrischen Erbfolgekrieg gegen Mechtild von Geldern und ihren dritten Gemahl, Johann II. von Blois führte. Wilhelm erhielt 1377 vom Deutschen Kaiser Karl IV. die Belehnung mit Geldern, konnte seinen Anspruch aber erst 1379 durchsetzen und wurde im ganzen Geldrischen Land als Herzog anerkannt.
Wilhelm nahm 1383, 1388/89 und 1393 an Kreuzzügen nach Ostpreußen teil (sogenannten Preußenfahrten) und bekämpfte 1386 bis 1388 zusammen mit seinem Vater recht erfolgreich das Herzogtum Brabant. Im Oktober 1388 versöhnte er sich mit dem durch seine militärischen Erfolge gegen Brabant irritierten und mit einem Heer zu einer Strafaktion herangezogenen französischen König Karl VI. in Körrenzig bei Linnich im Herzogtum Jülich, ohne das es zu einer Schlacht gekommen wäre. 
1393, nach dem Tod seines Vaters, erbte er auch das Herzogtum Jülich.
1397 kämpfte er an der Seite seines Cousins Herzog Wilhelm II. von Berg in der Schlacht von Kleverhamm gegen den Grafen Dietrich von der Mark und dessen Bruder Graf Adolf von Kleve. Kleve und Mark siegten. Wilhelm wurde gefangen genommen und erst gegen Zusage eines hohen Lösegeldes freigelassen. Er war gezwungen das geldrische Emmerich fortwährend an den Gegner zu verpfänden, um die geforderte Summe aufbringen zu können. Als Spätfolge fiel die Stadt 1402 endgültig an Kleve, da das Pfand nicht eingelöst werden konnte.
Wilhelm mischte sich sowohl in den Hundertjährigen Krieg auf Seiten Englands gegen Frankreich als auch in die Reichspolitik ein: Da er als Herzog von Jülich die Krönungsstraße Frankfurt-Aachen kontrollieren konnte, verhinderte er 1400 die Krönung Ruprechts von der Pfalz.
Für das Herzogtum Geldern gewann er 1400 die Stadt Cuijk, für das Herzogtum Jülich gewann er Born, Euskirchen, Sittard, Boslar und Aldenhoven sowie Grave, Millen, Waldfeucht und Gangelt hinzu.
Wilhelm heiratete 1379 Katharina von Straubing-Holland (* 1360; † 1402). Sein Bruder Rainald wurde Nachfolger in Geldern und Jülich. 1390 wurde Wilhelm als Ritter in den Hosenbandorden aufgenommen.
Unter seiner Herrschaft und mutmaßlich in seinem Auftrag ließ sein Herold Gelre, Claes Heijnenzoon, in den Jahren 1394 bis 1402 das kunsthistorisch sehr bedeutende Gelderner Wappenbuch (Wapenboek Gelre) u. a. durch die Maler Herman und Willem Maelwael anfertigen.